# Andrena capillosella
Andrena capillosella är en biart som beskrevs av Osytshnjuk 1986. Andrena capillosella ingår i släktet sandbin, och familjen grävbin. Inga underarter finns listade i Catalogue of Life.